# 히말라야 소금

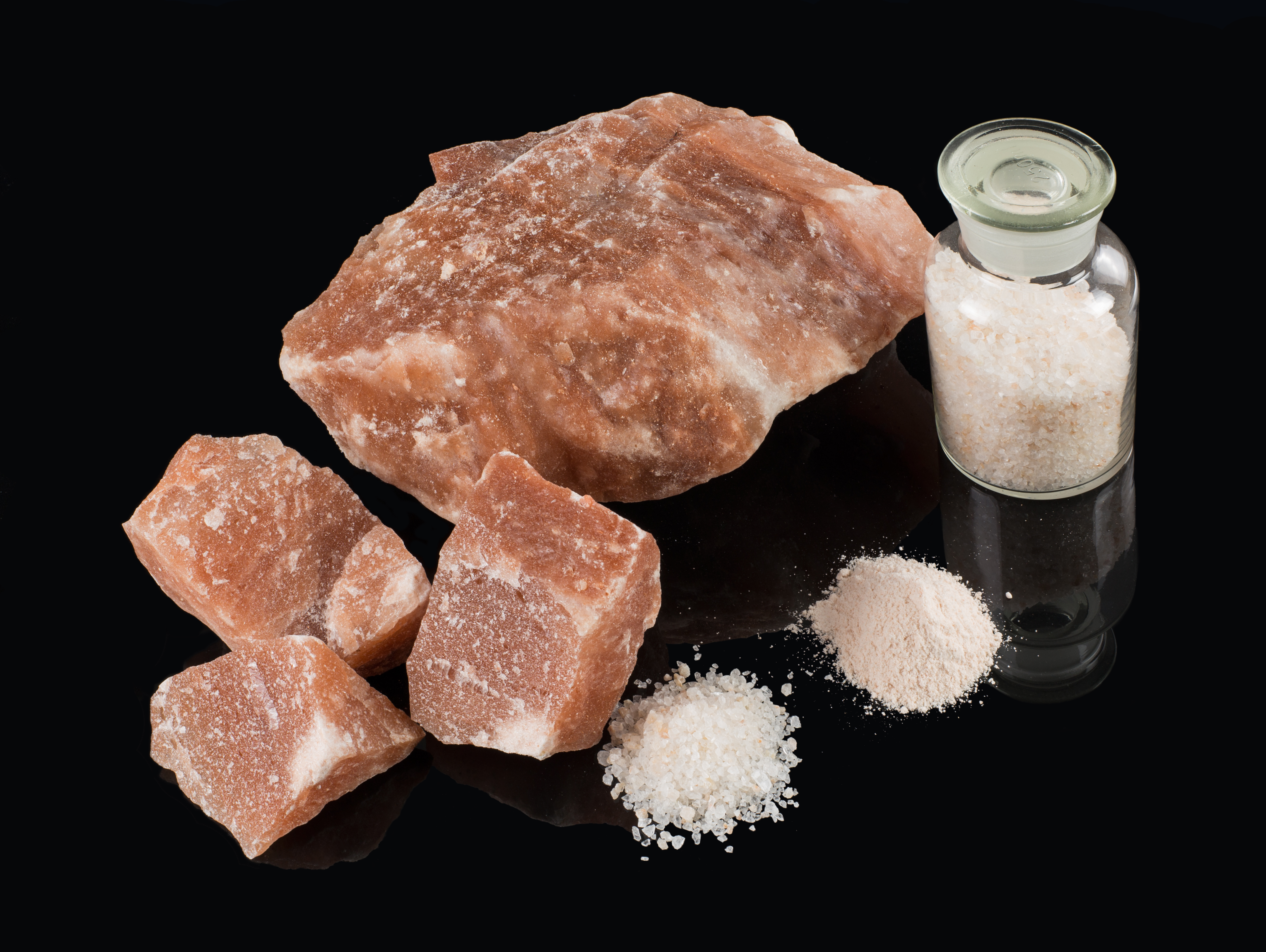
히말라야 소금

히말라야 소금은 파키스탄의 펀자브 지역에서 생산되는 돌소금이다. 히말라야산맥 구릉 지대에서 채취한다. 미네랄이 풍부하며 분홍색을 띤다.
히말라야 소금의 광산은 지구의 최고봉인 히말라야 산맥의 줄기중 하나에 해당되는 알리쿠람 산맥의 고도 300미터~350미터 정도에서 채굴된다. 인간이 존재하지 않던 2억 5천만년 전의 바다 태티스가 인도판과 아시아판이 붙으면서 거대 산맥을 형성하였고 그 사이에 고립된 거대한 바다의 수분이 빠지고 산맥의 상상초월의 압력에 의해 바다의 미네랄 성분이 압착되어 크리스탈 구조체의 소금이 형성된 것이다.

## 쓰임새
요리에 쓴다. 마사지에 쓰이기도 한다.

## 사진 갤러리

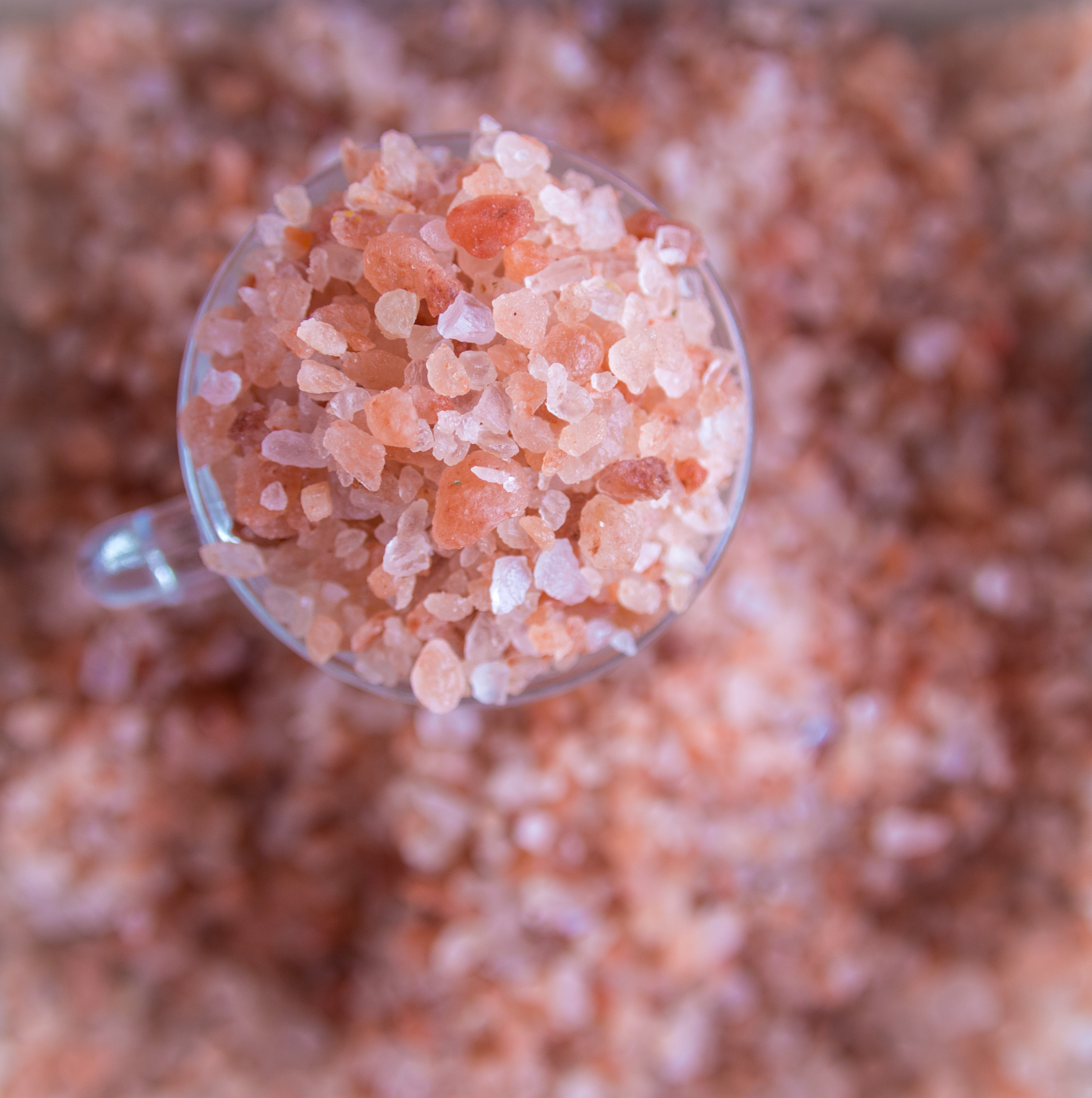
히말라야 소금 알갱이
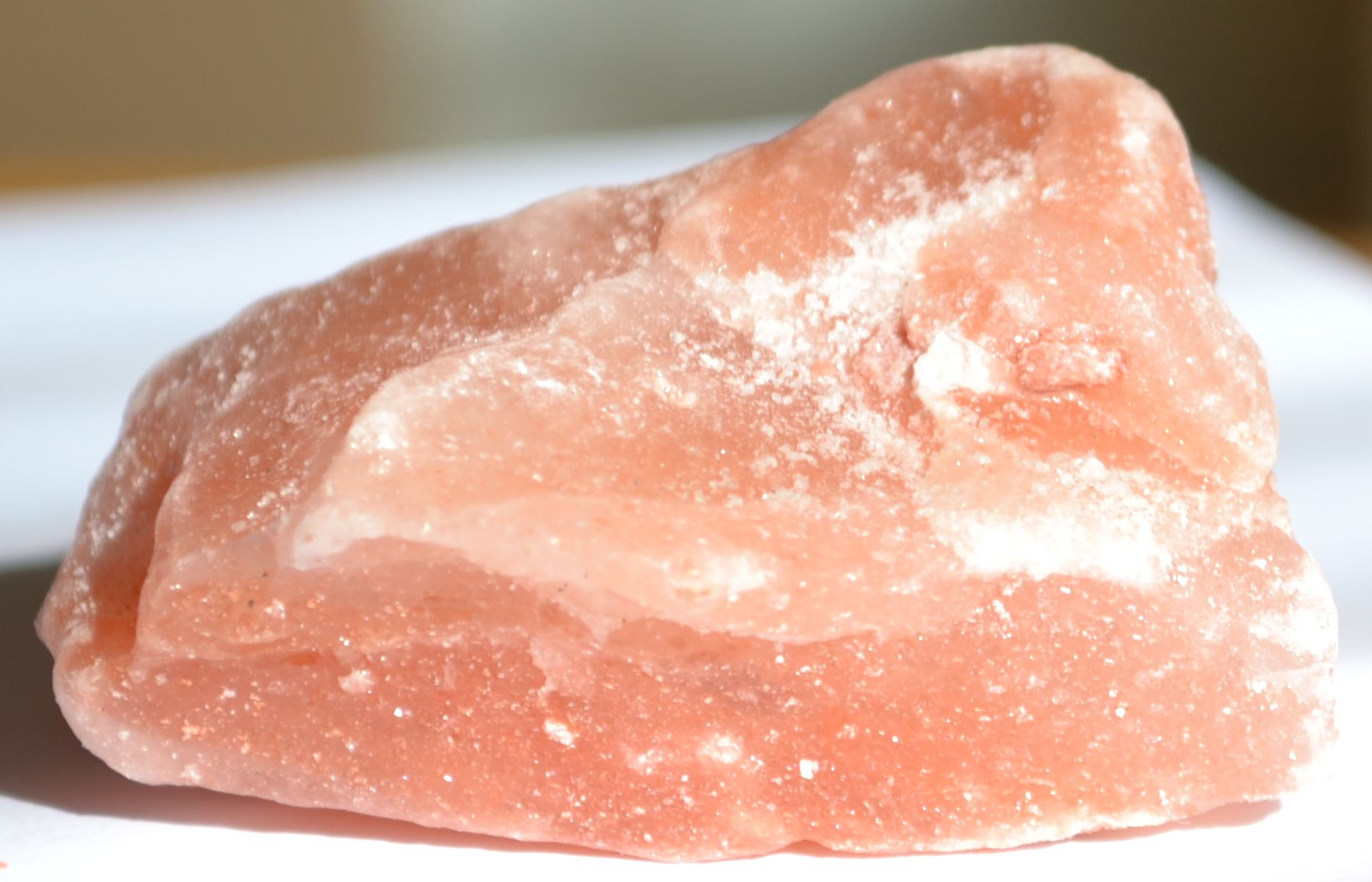
히말라야 소금 덩어리

## 같이 보기
- 소금과 건강
- 천일염
- 소금